# カナブン
カナブン（金蚉、金亀虫、金蚊）は、コウチュウ目コガネムシ科ハナムグリ亜科に属する昆虫であり、やや大型のハナムグリの一種である。
ただし近縁の種が数種ある上、一般にはコガネムシ科全般、特に金属光沢のあるものを指す通称として「カナブン」と呼ぶ場合もあるため、アオドウガネやドウガネブイブイなどと混同されることもある。

## 生息地
日本では本州（主に山形県・関東地方以西）・四国・九州のほか、佐渡島・伊豆諸島・隠岐諸島・対馬・壱岐島・五島列島・種子島・屋久島・黒島に生息する。日本の外では朝鮮半島・済州島・中国大陸に見られる。低地から山地まで全般的に生息している。

## 生態

### 幼虫
カナブン類は普通種であるのにもかかわらず幼虫の生態は長い間不明であった。カナブンの成虫はカブトムシなどと同じ環境で飼育でき、産卵もするため、幼虫自体は飼育下でも見ることは可能だが、幼虫が野生において何を食べているのかは不明であり、カブトムシと同じ腐葉土では成虫まで飼育することは困難で、すぐ死んでしまった。
2009年に昆虫写真家の鈴木知之が、クズ群落の下において野生におけるカナブンの幼虫を世界で初めて発見した。幼虫はクズ群落の下（つまり、地中ではなく地上）という乾燥した環境に生息し、クズの葉の腐葉土を食べて育ち、冬は地中に潜る、などのことを解明し、2011年に『月刊むし』に発表した。ただし、こういった環境は相対的に希少であるため、枯れ草や落ち葉がある程度有れば発生を繰り返せるシロテンハナムグリなどに比べ、環境破壊への耐性において本種は劣勢を強いられている。なお、飼育する場合はマットの水分量が多いと前蛹での死亡率が高くなってしまうため、水分量をかなり少なめにする必要がある。また、カナブン類の幼虫は地上に出すと、背中で歩く。

### 成虫
ハナムグリとしては大型で、頭部は四角く、背面が平らになった形をしている。全身に緑褐色の金属光沢がある。この金属光沢はコレステリック液晶構造とよばれる構造によって作り出されている。
飛行能力が優れている。飛び方が特徴的で、飛翔時に前翅（鞘翅）の外側を僅かに持ち上げる（鞘翅は結果的に内側に傾く）と、多くの甲虫のように開かなくても側面に隙間ができ、この状態で後翅を伸ばせるので、前翅を閉じたまま後翅を羽ばたいて飛ぶ。また、足場が無くても離陸できる。
腐熟した果実やクヌギ、コナラ、アキニレ、シラカシ、ヤナギ、アカメガシワなどの広葉樹の樹液を餌とし、これらの樹上を主たる生活の場とするため、滑り落ちたり引き剥がされたりしないように各脚の跗節の先端に2本の鋭い爪を持つ。樹液のにじみ出るところにはカブトムシやクワガタムシ、本種や近縁のハナムグリ類が多数集まるのが良く見られる。
姿はシロテンハナムグリなどに非常に似るが、彼らと違い越冬能力を持たないため、成虫の活動期間は例外なくひと夏のみ、それも1か月程度である。

## 近縁種
日本に生息する近縁種として次のようなものがある。生息地、習性も似通い混生する場合が少なくないが、緩やかな棲み分けも認められる。
形態学的識別点はいずれもはっきりしており、不明瞭、緩慢な差異ではない。
和名からもわかる通り体色に違いがあるが、カナブン自身にも同一種内で同じような色彩変異があり、一概に決められるものではなく、色彩だけで種類を同定するのは困難である。
アオカナブン Rhomborrhina unicolor Motschulsky, 1861
緑色型のカナブンよりも金属光沢が強く、彩度が高い。体型は細長く、後脚の左右の基節が互いに接する。相対的に冷涼な環境を好み山地性の傾向を持つ。気温が高いと産卵せず、大都市近郊での激減の大きな原因となっている。北海道から九州まで広く生息する。福江島に生息する個体群は亜種 ssp. fukueanaに分類される。
クロカナブン Rhomborrhina polita Waterhouse, 1875
体色は完全な黒色であり、光沢は強い。野生状態では多年1化、飼育下でも2年1化であるために繁殖速度が遅いうえ、生息域の変更の必要が生じても速やかな移動が困難だといわれる。また、幼虫期のうち丸1年を、成長しきった後の蛹室形成期が占めている。アオカナブンと違いかつては都市部の公園でも多数の個体が見られたが、21世紀に入り激減した。
サキシマアオカナブン Rhomborrhina hamai Nomura, 1964
石垣島と西表島に分布する。山地性で湿度の高い土壌に見られるが、幼虫期間が長く羽化までに3年以上かかる。深い藍色である事が多く、数は少ない。
チャイロカナブン Cosmiomorpha similis nigra Niijima et Kinoshita, 1927
先島諸島に分布し、島ごとに4亜種に分類されている。